# Ван Чжунлинь (политик)
Ван Чжунлинь (кит. 王忠林, род. 13 августа 1962, Фэйсянь, Шаньдун) — китайский государственный и политический деятель, губернатор провинции Хубэй с 7 мая 2021 года.
Ранее секретарь горкомов КПК городов Ухань (2020—2021) и Цзинань (2018—2020), мэр Цзинаня (2016—2018).
Член Центрального комитета Компартии Китая 20-го созыва.

## Биография
Родился 13 августа 1962 года в уезде Фэйсянь городского округа Линьи, провинция Шаньдун.
В сентябре 1980 года поступил на юридический факультет Восточно-китайского университета политологии и права (Шанхай). В июне 1984 года вступил в Коммунистическую партию Китая и в следующем месяце окончил университет, получив диплом бакалавра по специальности уголовно-процессуального права. После учёбы вернулся в родную провинцию и устроился на работу сотрудником политического отдела и юридических исследований в управлении общественной безопасности города Цзаочжуан. В декабре 1989 года дослужился до офицерской должности заместителя главы отдела, в июле 1994 года назначен начальником отдела общественной безопасности района Шаньтин в Цзаочжуане. В ноябре 1995 года перешёл в дорожную полицию, заняв посты политрука и члена партийного отделения службы безопасности дорожного движения города Цзаочжуан в офицерском чине капитана.
С августа 1999 по июль 2001 года учился на юридическом факультете Народного университета Китая (Пекин), диплом магистра по специальности «Уголовное право».
В декабре 2000 года принят на работу заместителем руководителя прокуратуры города Цзаочжуан, в апреле следующего года занял должность заместителя секретаря райкома КПК Ичэна — исполняющего обязанности главы района, в январе 2002 года утверждён главой района Ичэн. С июня по декабрь 2006 года — секретарь райкома КПК в Цзаочжуане, затем был переведён секретарём парткома КПК городского уезда Тэнчжоу. С октября 2006 по июнь 2008 года учился в Кембриджской школе в Бостоне (США), по окончании которой получил диплом магистра по менеджменту. В сентябре 2008 года поступил в аспирантуру Циндаоского океанографического университета по специальности «Экономика сельского хозяйства», после успешной защиты диссертации в июне 2011 года получил степень доктора философии (PhD) в области менеджмента.
В декабре 2011 года назначен заместителем секретаря парткома КПК города Ляочэн — членом Постоянного комитета горкома КПК. С марта 2013 года — мэр Ляочэна. В должности мэра руководил масштабными работами по реконструкции городских зданий и кварталов. В июле 2015 года получил перевод в столичный город Цзинань и вступил в должность председателя комитета по развитию и реформам провинции Шаньдун, спустя год назначен заместителем главы парткома КПК провинции — секретарём горкома Цзинаня и временно исполняющим обязанности мэра города, сменив на этих должностях Ян Луюя, находившегося под следствием Центральной комиссии КПК по проверке дисциплины. В мае 2018 года утверждён на позиции секретаря горкома КПК Цзинаня, вошёл в состав Постоянного комитета парткома КПК провинции Шаньдун.
12 февраля 2020 года назначен секретарём (главой) парткома КПК города Ухань на место Ма Гоцяна, отстранённого от должности за «недостаточную работу по противодействию пандемии коронавируса».
7 мая 2021 года на 23-й сессии Постоянного комитета Собрания народных представителей провинции Хубэй 13-го созыва назначен временно исполняющим обязанности губернатора провинции. Утверждён в должности губернатора на очередной сессии СНП Хубэя.